# Dannau
Dannau è un comune di 663 abitanti dello Schleswig-Holstein, in Germania. Copre un'area di 9,12 km².
Appartiene al circondario (Kreis) di Plön (targa PLÖ) ed è parte della comunità amministrativa (Amt) di Lütjenburg.